# Simon Sabiani
Simon Pierre Sabiani (Casamaccioli, 14 maggio 1888 – Barcellona, 29 settembre 1956) è stato un politico e militare francese, eroe della prima guerra mondiale.

## Biografia
Nato in Corsica, aveva quattro fratelli e una sorella. Trasferitosi a Marsiglia, partecipò poi alla prima guerra mondiale nelle file del 112º reggimento di fanteria di linea. Perse un occhio a Douaumont e subì molte altre ferite, ma diresse contro il nemico sei contrattacchi in sei ore. Soprannominato "il leone delle Argonne" e il "Bayard corso", fu insignito della Legion d'onore, della Croix de guerre 1914-1918 con quattro palme e due stelle d'argento, della Médaille militaire. Nel conflitto tre dei suoi fratelli caddero in combattimento.
Nel primo dopoguerra militò nella sinistra francese e dal 1928 al 1936 fu eletto come deputato alla Camera nella terza repubblica, in rappresentanza delle Bocche del Rodano. Era molto vicino a due personaggi della malavita marsigliese dell'epoca, François Spirito e Paul Carbone. Quando nel 1934 scoppiò il caso Stavisky, l'ispettore Bonny accusò Carbone, Spirito e Gaëtan de Lussats dell'omicidio di Albert Prince, consigliere della Corte d'Appello di Parigi. I tre uomini, che furono rapidamente scagionati, furono sostenuti da Sabiani attraverso manifesti affissi in tutta la città. Grazie alle sue conoscenze, Sabiani guidò la città verso il clientelismo e la corruzione.
Nel 1936 si unì al Parti Populaire Français (PPF) guidato da Jacques Doriot, dove divenne membro dell'ufficio politico. Sabiani diresse la sezione marsigliese del PPF dal 1936. Tra i suoi amici e agenti elettorali vi erano i massimi esponenti della malavita marsigliese: Paul Carbone, François Spirito e Antoine Guérini. Sabiani sistematizzò i brogli elettorali, che erano già molto diffusi a Marsiglia e che portavano a un'astensione fino al 50%, mentre organizzò le bande di Carbone e dei suoi compari, ribattezzate "falangi proletarie" e composte da marinai, portuali e disoccupati, in una vera e propria milizia fascista.
Durante la seconda guerra mondiale fu segretario generale dell'Ufficio di Marsiglia della Legione dei volontari francesi, e collaboratore del regime di Vichy.
Al termine del conflitto Sabiani fu condannato a morte dalla Resistenza francese, a causa della sua collaborazione politica con i vichysti ma riuscì a rendersi latitante. Si esiliò a Sigmaringen, nella Germania meridionale, poi in Italia, in Argentina e infine in Spagna con il nome di Pedro Multedo, dove morì nel 1956.

## Opere
- Simon Sabiani, Colère du peuple, Les Œuvres Françaises, 1936 (prefazione di Jacques Doriot)
- Simon Sabiani, La Vérité sur l'attentat de Marseille, Grandes Conférences des Ambassadeurs, 1934